# Norra Myllesjön
Norra Myllesjön är en sjö i Östra Göinge kommun i Skåne och ingår i Helge ås huvudavrinningsområde.